# Типология культурных измерений Хофстеде
Типология культурных измерений, разработанная Гертом Хофстеде, является основой для кросс-культурной коммуникации. Используя информацию, полученную из факторного анализа, он описывает влияние культуры общества на индивидуальные ценности своих членов, и как эти ценности влияют на их поведение. Типология основана на идее о том, что ценность может быть распределена по шести измерениям культуры. К этим измерениям относятся: дистанцированность от власти, обособленность, мужественность, избегание неопределенности, стратегическое мышление и допущение (или индульгенция). Хофстеде подчеркивает, что измерения культур являются лишь основой, помогающей оценить конкретную культуру для облегчения принятия решений. Существуют и другие факторы, подлежащие рассмотрению, например личные качества, семейная история и личное благосостояние. Предложенные измерения не могут предсказать поведения отдельных индивидов.
Теория Хофстеде используется в различных областях в качестве парадигмы для исследований, особенно в кросс-культурной психологии, международном менеджменте и кросс-культурной коммуникации. Эту типологию можно считать наиболее известной и популярной, что объясняется удачно найденным набором универсальных параметров, подходящих для анализа культур организаций, независимо от того, в какой стране они находятся, в каком более широком культурном контексте действуют.

## Параметры культурных измерений

### Индекс дистанции власти (PDI)
Индекс дистанции власти определяет восприятие власти, степень, с которой наделённые относительно меньшей властью члены общества, института или организации ожидают и допускают неравномерность распределения власти; для культур с большой дистанцированностью от власти (арабские страны, Латинская Америка, Юго-Восточная Азия, Россия) характерно восприятие власти как наиболее важной части жизни, преклонение перед начальством; для культур с малой дистанцированностью от власти (Австрия, Дания, США, Германия) характерно построение отношений на основе равенства, уважения к личности.

### Индивидуализм (IDV)
Как противоположность сплочённости (коллективизму) индивидуализм определяет тяготение к личностным целям, осознание себя как «я», защита частных интересов, связи между отдельными людьми, не обремененными сильными обязательствами действовать совместно (США); для коллективистской культуры (Латинская Америка) присущи групповые цели, осознание себя как «мы», поддержание отношений, норм.

### Маскулинность (MAS)
Маскулинность означает нацеленность на достижение результата любой ценой. Страны с большим значением этого показателя относят к «мужскому типу» (США, Япония, Испания, Италия, Австрия, Мексика, Филиппины), для них характерны такие качества как соперничество, уверенность в себе, целеустремлённость, приверженность материальным ценностям. Страны с низким значением (Дания, Норвегия, Швеция) относят к «женскому типу». Для них характерны почитание взаимоотношений, культурных ценностей, забота о качестве жизни.

### Избегание неопределённости (UAI)
Избегание неопределённости определяет степень восприятия и реагирования на незнакомые ситуации. Для стран с большим значением показателя избегания неопределённости типично недопущение неопределённых, неясных ситуаций, стремление к установлению чётких правил поведения, доверие традициям и устоям, склонность к внутригрупповому согласию, нетерпимость по отношению к людям с иной жизненной позицией, образом мышления. Для стран с низким показателем избегания неопределённости характерно проявление личной инициативы, приемлемость риска, спокойное принятие разногласий, иных точек зрения.

### Долгосрочная ориентация (LTO)
Стратегическое мышление определяет краткосрочную или долгосрочную ориентацию на будущее, ориентированность на решение стратегических, долгосрочных целей, желание заглядывать в будущее. Опрос по данному показателю проводился в 1980-е годы в сотрудничестве с Майклом Бондом среди студентов из 23 стран. Для культур с большими значениями этого параметра (Юго-Восточная Азия) характерны расчётливость, упорство в достижении целей, стойкость, для культур с малым значением (Европа) — приверженность традициям, выполнение социальных обязательств.

### Допущение (IVR)
Допущение, по сути, является мерой счастья, степенью удовлетворения простыми радостями жизни. Общества с высокими показателями допущения определяются как позволяющие относительно свободное удовлетворение основных и естественных человеческих желаний, связанных с наслаждением жизнью и получением удовольствий. Низкие показатели по данному параметру характеризуют общества, которые контролирует удовлетворение потребностей и регулирует его с помощью строгих социальных норм. «Допускающие» общества осознают собственный контроль над своей жизнью и эмоциями, а «сдержанные» общества полагают, что на их жизнь и эмоции оказывают влияние другие факторы.

## История
Хофстеде разработал свою оригинальную модель на основе факторного анализа при изучении результатов масштабного исследования расположенных на разных континентах и в разных странах подразделений известной транснациональной корпорации IBM (опрошено 116 тыс. служащих в 40 странах). Ответы оценивались по пятибалльной шкале, затем вычислялась средняя оценка. На основе средней величины по каждому показателю вычислялся свой индекс: из средней величины вычиталось число 3, полученный результат умножался на 25 и к нему добавлялось число 50, то есть ответы переводились из пятибалльной шкалы в стобалльную. Данные по СССР были вычислены не по стандартному методу, а на основе косвенных измерений. Позже список стран был расширен до 70. Исследования проходили в период между 1967 и 1973 годах. Первоначальная теория предлагала четыре аспекта, по которым можно было бы анализировать культурные ценности: дистанцированность от власти, обособленность, мужественность, избегание неопределенности. С тех пор теория была усовершенствована.
В 1965 году Хофстед основал научно-исследовательский отдел IBM (который он возглавлял до 1971 года). В период с 1967 по 1973 года, он провел большое исследование особенностей национальных ценностей и различий между странами по всему миру. Он сравнил ответы на один и тот же опрос 116000 сотрудников корпорации IBM из разных стран. В начале, он сосредоточил свои исследования на 40 крупнейших странах, а затем расширил его до 50 стран и 3 регионов (в то время, вероятно, самой большой выборки кросс-национальной базы данных). Теория стала одной из первых количественных теорий, которые могут быть использованы для объяснения наблюдаемых различий между культурами. Этот первоначальный анализ выявил систематические различия в культурах разных национальностей, которые были классифицированы по четырём основным параметрам: дистанция от власти (PDI), обособленность (IDV), избегание неопределенности (UAI) и мужественность (MAS), которые описаны ниже. Как Хофстеде объясняет на своем академическом сайте, эти измерения рассматривают четыре антропологические проблемные области, которые различные национальные общества обрабатывают по-разному.
В 1984 году Хофстеде опубликовал книгу «Значение культуры», которая сочетает в себе статистический анализ из обзорного исследования с его личным опытом. Для того, чтобы подтвердить предварительные результаты исследования IBM и распространить их на различные популяции, было успешно проведено шесть последующих кросс-национальных исследований, в период с 1990 по 2002. Они охватывали от 14 до 28 стран, опрашиваемые включали пилотов коммерческих авиалиний, студентов, руководителей государственных служб, потребителей «рынка» и «элиту». Объединённые исследования установили оценочные значения по четырём измерениям в общей сложности в 76 странах и регионах. В 1991 году Майкл Харрис Бонд и его коллеги провели исследование среди студентов в 23 странах, используя инструмент, разработанный вместе с китайскими работниками и менеджерами. Результаты этого исследования показали Хофстеде, что необходимо добавить новое пятое измерение к модели: стратегическое мышление (LTO), первоначально названная «конфуцианский динамизм». В 2010 году показатели данного измерения были расширены до 93 стран, благодаря исследованиям Михаила Минкова, который использовал World Values Survey. С помощью дальнейших исследований, были уточнены некоторые из первоначальных значений, и введена разница в анализе между данными стран и индивидуальными данными. Это также помогло Хофстеде идентифицировать шестое последнее измерение допущение.

## Сопоставление показателей
Модель Хофстеде с шестью измерениями позволяет делать международное сопоставление или сравнительное исследование культур:
Индекс дистанции от власти показывает очень высокие баллы у латинских и азиатских стран, африканских областей и арабского мира. С другой стороны, европейские страны имеют более низкое значение (только 11 у Австрии и 18 у Дании). Например, Соединённые Штаты имеют 40 баллов в анализе Хофстеде. По сравнению с Гватемалой, где дистанция от власти очень высока (95) и Израиль, где этот показатель очень низкий (13), США находятся в середине. В Европе дистанция власти, как правило, ниже в северных странах и выше в южной и восточной частях: например, 68 в Польше и 57 в Испании против 31 у Швеции и 35 у Соединённого королевства.
Что касается индекса индивидуализма, существует явный разрыв между западными странами и странами востока. Северную Америку и Европу можно рассматривать как индивидуалистические общества: например, 80 баллов у Канады и Венгрии. В отличие от них, Азия, Африка и Латинская Америка имеют сильные коллективистские ценности: Колумбия только 13 баллов по шкале IDV, Индонезия 14. Наибольший контраст можно провести при сравнении двух крайних стран по этому измерению: 6 баллов у Гватемалы и 91 балл у США. Арабский мир и Япония имеют средние значения в этом измерении.
Показатели избегания неопределённости являются самыми высокими в странах Латинской Америки, Южной и Восточной Европы (в том числе немецкоязычных странах), и Японии. Они ниже для англоязычных стран, северных стран и Китая. Например, Германия имеет UAI 65 баллов, а Бельгия 94, по сравнению со Швецией (29) и Данией (23), несмотря на географическую близость. Тем не менее, лишь немногие страны имеют очень низкий индекс UAI.
Показатели маскулинности крайне низкие в странах Северной Европы: у Норвегии 8 баллов, у Швеции только 5. В отличие от них, индекс очень высок как в Японии (95), так и в некоторых европейских странах, таких как Венгрия, Австрия и Швейцария, находящихся под влиянием немецкой культуры. В англоязычном мире маскулинность относительно высока, например, 66 у Соединённого королевства. Латинская Америка являет контрастные показатели: у Венесуэлы показатель 73, в Чили он только 28.
Высокие показатели стратегического мышления, как правило, в Восточной Азии: у Китая 118, Гонконга 96, Японии 88. Они являются умеренными в Восточной и Западной Европе, низкими в англоязычных и мусульманских странах, в Африке и Латинской Америке. Тем не менее, данных об этом измерении меньше, чем об остальных. Ещё меньше данных о шестом измерении («допущение»). Оценки допущения являются самыми высокими в Латинской Америке, некоторых частях Африки, англоязычных странах и Северной Европе; сдержанность встречается в основном в Восточной Азии, Восточной Европе и мусульманском мире.

## Корреляции ценностных измерений с другими различиями стран
Исследователи объединили некоторые страны путём сравнения их ценностей с другими различиями, такими как географическая близость, общий язык, историческое прошлое, религиозные верования и общие философские влияния, одинаковые политические системы, другими словами — всё, что вытекает из определения культуры нации. Например, низкая дистанция от власти связана с консультативной политической практикой и собственным доходным капиталом, в то время как высокая дистанция от власти коррелирует с неравномерным распределением доходов, а также взяточничеством и коррупцией во внутренней политике. Индивидуализм положительно коррелирует с мобильностью и национальным богатством. Чем богаче страна становится, тем более индивидуалистическoй становится её культура.
Другой пример корреляции был описан Sigma Two Group в 2003 году. Они изучили взаимосвязь между культурными измерениями стран и их преобладающей религией на основе World Factbook 2002. В среднем преимущественно католические страны показывают очень высокий индекс избегания неопределённости, относительно высокий показатель дистанции власти, умеренную мужественность и относительно низкий индивидуализм, в то время как у преимущественно атеистических стран низкий показатель избегания неопределённости, очень высокая дистанция власти, умеренная мужественность и очень низкий индекс индивидуализма.
Группа исследователей Coelho (2011) обнаружили обратные корреляции между показателями конкретных видов инноваций в производственных компаниях и процентом крупных компаний в стране, а также занятостью определённого вида производственной стратегии. Мера дистанции власти положительно коррелирует с отношением компаний к инновационным процессам (28 %). Поэтому в странах с более высоким индексом дистанции власти производственные компании чаще занимаются разработкой инноваций.
Количественные культурные измерения позволяют сделать межрегиональные сравнения и формируют картину различий не только между странами, но и целыми регионами. Например, в культурной модели средиземноморских стран преобладают высокие уровни дистанции власти и избегания неопределённости. Что касается индивидуализма, страны Средиземноморья, как правило, характеризуются умеренным уровнем индивидуалистического поведения. То же самое относится и к мужественности. По показателю стратегического мышления средиземноморские страны находятся в середине рейтинга, и они отдают предпочтение «допущению» (радостям жизни).

## Практическое применение теории
Модель шести измерений широко используется во многих областях общественной жизни человека, и особенно в области бизнеса. Практические приложения были разработаны практически сразу. В самом деле, когда речь идет о бизнесе, стимулирование культурной чувствительности поможет людям работать более эффективно при взаимодействии с людьми из других стран . Зачастую, общение является одной из главных проблем для профессионалов, которые работают на международном уровне. Модель Хофстеда дает понимание других культур. На самом деле, кросс-культурная коммуникация требует быть в курсе культурных различий, так как то, что можно считать вполне приемлемым и естественным в одной стране, может ввести в заблуждение или даже оскорбительным в другом. Культурные аспекты влияют на все уровни коммуникации: вербальные (слова и язык), невербальные (язык тела, жесты), этикет (одежда, вручение подарков, обычаи). При работе в международных компаниях, менеджеры могут обеспечивать обучение своих сотрудников, чтобы сделать их более чувствительными к культурным различиям, развивать нюансы деловой практики с использованием протоколов в разных странах. Измерения Хофстеде предлагают рекомендации по определению приемлемых культурных подходов корпоративным организациям. Модель шести измерений очень полезна в международном маркетинге, поскольку она определяет национальные ценности не только в бизнес-контексте, но и в целом. Marieke de Mooij изучила применение выводов Хофстеде в области глобального брендинга, рекламной стратегии и потребительского поведения. Поскольку компании стараются адаптировать свои продукты и услуги к местным привычкам и предпочтениям, они должны понимать специфику данных рынков. Разнообразие применения абстрактной теории Хофстеда настолько широко, что она была использована даже в области веб-разработки, которая должна адаптироваться к национальным предпочтениям в соответствии с ценностями культур.

## Критика модели Хофстеде
Несмотря на то, что модель Хофстеде, как правило, принимается в качестве наиболее всеобъемлющей основы национальных культурных ценностей, она была широко раскритикована.
В 2008 году в статье, опубликованной в флагманском журнале Академии управления, The Academy of Management Review, Galit Ailon деконструирует книгу Хофстеде «Культурные последствия», путем зеркального отображения его против своих собственных предположений и логики. Ailon находит несоответствия на уровне теории и методологии и предостережений против некритического чтения "культурных измерений. Хофстеде ответил на эту критику.
Хофстеде признает, что культурные аспекты он определил, как теоретические конструкции. Они представляют собой инструменты, предназначенные для использования в практических приложениях. Обобщения о культуре одной страны полезны, но они должны рассматриваться как таковые, то есть в качестве руководства для лучшего понимания. Они являются измерением на уровне группы, которое описывает средние показатели, относящиеся к населению в целом. Культурные аспекты Хофстеде позволяют пользователям различать страны, но это не относится к различиям между членами общества. Они не обязательно определяют личности индивидов. Национальные оценки никогда не следует интерпретировать как детерминированные для физических лиц. Например, японский человек может чувствовать себя комфортно в меняющейся ситуации, тогда как в среднем, японцы имеют высокий индекс избегания неопределенности. Есть ещё исключения из этого правила.
- Как и во всех исследованиях национальных культур, здесь предполагается, что национальная территория и границы культуры совпадают. Но культурную однородность нельзя принимать как данность в странах, которые включают несколько культурных групп или в которых есть социально доминирующие и подчиненные культурные группы, как обстоит дело в США, Италии (противоречия между севером и югом), Бельгии (французская и фламандская культуры) и Испании (баскская, каталонская и кастильская культуры). Распад Югославии в 1990-х гг. продемонстрировал тщетность попыток создания тесных политических единиц из несопоставимых национальных культур.
- Респонденты Хофстеде работали в одной отрасли (компьютерной) и в одной многонациональной компании. Это может ввести в заблуждение по двум причинам. В любой стране ценности сотрудников IBM типичны только для небольшой группы (образованные, обычно средний класс, городские жители); другие социальные группы (например, неквалифицированные, занятые ручным трудом рабочие, сотрудники госсектора, представители семейного бизнеса и т. д.) в той или иной степени исследованием не охвачены. Эта проблема репрезентативности имела бы место, какая бы одна-единственная компания ни предоставила респондентов.
- Исследование Хофстеде может порождать технические трудности, связанные с наложением параметров друг на друга, например небольшая дистанция власти/женская и большая дистанция власти/мужская.
- Значение параметров может быть различным в разных культурах — например, коллективистское поведение, воспринимаемое где-то положительно, в другом месте может принести к отрицательным последствиям. Яркая иллюстрация этого — японский коллективизм, базирующийся на долге перед организацией, и китайский — основанный на долге перед семьей. По японским понятиям тайваньский сотрудник, который ставят интересы своей семьи над интересами японской многонациональной компании, не предан ей, и ему нельзя полностью доверять.